# The Riddle (lied)
The Riddle is een nummer van de  Britse zanger-muzikant Nik Kershaw. Het is de eerste single van zijn gelijknamige tweede studioalbum uit 1984. Op 5 november werd het nummer wereldwijd op single uitgebracht.

## Achtergrond
Er is vaak gespeculeerd over waar de tekst van het nummer over zou gaan, Kershaw heeft naar eigen zeggen honderden brieven met speculaties gehad. Volgens Kershaw is de tekst echter gewoon pure onzin en is het slechts "verward gebral van een popster uit de jaren '80". De muziek werd volgens Kershaw al eerder geschreven dan de tekst, waardoor de tekst alleen bedoeld was om de muziek te begeleiden.
"The Riddle" werd in diverse landen een grote hit en behaalde in thuisland het Verenigd Koninkrijk de 3e positie in de UK Singles Chart. Ook in Ierland werd de 3e positie bereikt. In Australië en Nieuw-Zeeland werd de 6e positie behaald, Zuid-Afrika de 9e, Frankrijk de 18e, Duitsland de 8e, Zwitserland de 15e, Zweden de 5e, Canada de 49e en in de VS de 107e positie in de "Bubbling Under Hot 100 Singles".
In Nederland werd de plaat op maandag 5 november 1984 door dj Frits Spits en producer-invaller Tom Blomberg in het radioprogramma De Avondspits verkozen tot de 322e NOS Steunplaat van de week op Hilversum 3. De plaat werd een radiohit in de destijds drie landelijke hitlijsten op de nationale publieke popzender. De plaat bereikte de 19e positie in zowel de Nationale Hitparade als de Nederlandse Top 40. In de TROS Top 50 piekte de plaat op de 18e positie. In de Europese hitlijst op Hilversum 3, de TROS Europarade, werd de 10e positie bereikt.
In België bereikte de plaat de 8e positie in de voorloper van de Vlaamse Ultratop 50 en de 9e positie in de Vlaamse Radio 2 Top 30. In Wallonië werd géén notering behaald.
In het voorjaar van 2002 scoorde de Italiaanse dj Gigi D'Agostino een grote hit met een dance remix van het nummer. Deze versie bereikte in Nederland de 4e positie in zowel de Nederlandse Top 40 op destijds Radio 538 als de publieke hitlijst; destijds de Mega Top 100 op Radio 3FM. Tevens werd het een Dancesmash op Radio 538.
In België bereikte deze  single de 4e positie in de Vlaamse Ultratop 50. In de Vlaamse Radio 2 Top 30 werd géén notering behaald. In Wallonië bleef deze versie steken in de "Ultratip".
Sinds de editie van december 2000 stond de plaat t/m 2004 genoteerd in de jaarlijkse NPO Radio 2 Top 2000 van de Nederlandse publieke radiozender NPO Radio 2, met als hoogste notering een 1173e positie in 2001.
In 2019 bracht Nik Kershaw na een interview een rustige, akoestische versie van The Riddle ten gehore. In 2024 coverde de Duitse folkrockband dArtagnan The Riddle op het album Herzblut. De cover was in samenwerking met de Oostenrijkse symfonischemetalband Visions of Atlantis tot stand gekomen.

## NPO Radio 2 Top 2000
| Nummer met noteringen in de NPO Radio 2 Top 2000 | '00  | '01  | '02  | '03  | '04  |
| ------------------------------------------------ | ---- | ---- | ---- | ---- | ---- |
| The Riddle                                       | 1401 | 1173 | 1367 | 1810 | 1967 |

1. ↑  Een vetgedrukt getal geeft de hoogste notering aan.
2. ↑  2000 was het eerste jaar met een notering voor dit nummer.
3. ↑  Deze tabel is bijgewerkt tot en met de laatste editie (2024).

- MusicBrainz work: b5c6086c-6e9c-3557-9c3e-f7e98ed828f1